# Havel Medek z Valdeka
Havel Medek z Valdeka (†1410) byl český šlechtic, syn Oldřicha Medka z Valdeka, pána Týnce nad Sázavou.
Havel pobýval v Týnci v roce 1349. Roku 1390 oblehl hrad Talmberk a zajal Diviše z Talmberka. Diviš byl zajat po dobu sedmi let do doby, kdy krajské soudy prohlásily Havlův únos za nezákonný. Diviš byl osvobozen a hrad mu byl navrácen.

## V populární kultuře
Havel je zmíněn ve videohře z roku 2018 Kingdom Come: Deliverance. Před událostmi hry byl známý jako Divišův únosce a za vypálení vesnice Přibyslavice.